# Monnich (westfälisches Adelsgeschlecht)

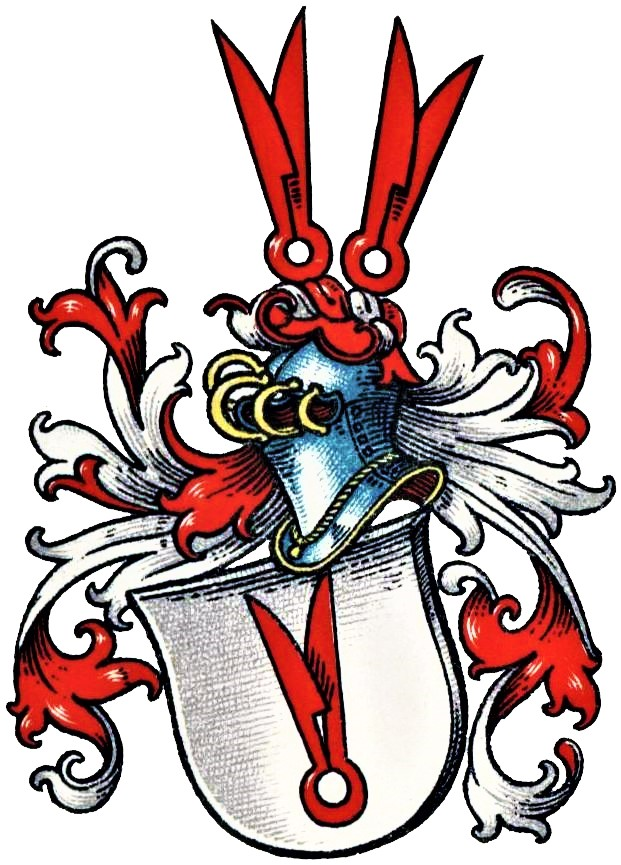
Wappen derer von Monnich

Die Herren von Monnich (auch: Mönnich, Monnick, Münnich o. ä.) sind ein erloschenes westfälisches Adelsgeschlecht, das im Emsland, im Oldenburgischen, und in Osnabrück auftrat.
Die Familie ist von den oldenburgischen Münnich und den westfälisch-niedersächsischen Münch/Monnich zu unterscheiden.

## Geschichte
Wohl gleicher Herkunft wie das aus Oberlangen an der Ems stammende, wappensverwandte Geschlecht derer von Langen, wurde das Adelsgeschlecht mit Jacob von Mönnich 1360 als Bentheimer Burgmann in Haselünne erwähnt.
Seine Nachfahren waren dort auf Gut Eickhoff besitzlich. Johann von Monnich (* um 1390) kaufte urkundlich 1441 von Heinrich von Thuine dessen Burgmannshof am Hasetor in Haselünne. Sein gleichnamiger Sohn heiratete eine Verne von Elen, deren Sohn Roleff eine Agnes von Westrup. 

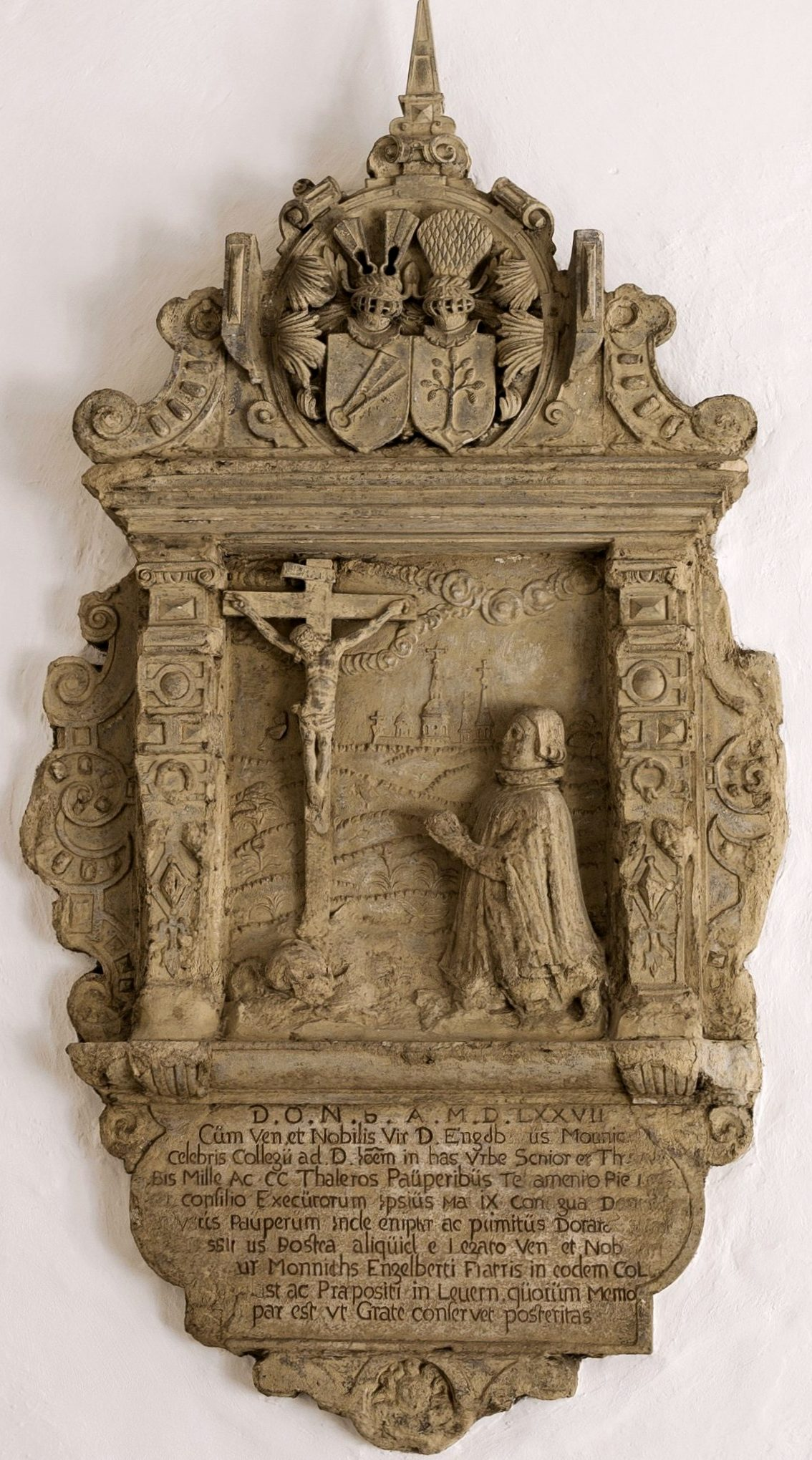
Epitaph Engelbert Monnick, St. Johann Osnabrück

Unter deren vier Söhnen sind die Stifter Johann († 1563) und Engelbert Monnick († 1577) erwähnenswert. Erstmals 1533 in einer Urkunde des Osnabrücker Johannisstifts genannt, waren Johann und Engelbert dortige Scholaster, wobei letzterer zudem ab 1563 als Thesaurar von St. Johann, Propst des Zisterzienserinnenklosters Levern und Gegner der Reformation erwähnt wird. Die Gebrüder hinterließen die 1580 gegründete Monnicksche Armenstiftung und sind auf einem Epitaph in St. Johann verewigt, ebenso wie ihr Testamentsvollstrecker, Neffe Caspar von Monnick.
Ein anderer Sohn, Roleff von Monnich, amtierte 1529 bis 1550 als Richter in Haselünne und heiratete 1532 Elisabeth Brawe zu Harme (wohl Tochter einer N.N. von Osterwedde bzw. Westrup) und hatte vier bekannte Nachkommen (Rudolf, Caspar, Cord, Ilse). Sein Sohn Rudolf war 1577 bis 1608 Herr auf Harme bei Bakum, wobei dieser Zweig der Familie 1688 (oder 1683) mit dessen Enkel Rudolf Lubbert erlosch. 
Ein Conrad von Monnich gelangte durch die Ehe 1580 mit Mette von Sütholte in den Besitz des Gutes Sudholt-Tribbe bei Bakum, das 1600 auf Christoph von Monnich überging. Zudem war das Geschlecht zu Boclo, Haren, Herslich, Holte, Nordhorn und Nienburg besitzlich und ist gegen 1700 erloschen.

## Familienangehörige (Auszüge)
- Jacob von Mönnich, 1360 als Bentheimer Burgmann erwähnt
- Johann von Monnich (*um 1390), erwirbt 1441 einen Burgmannshof in Haselünne
  - Johann von Monnich; ⚭ Verne von Elen (1483 Witwe)[7]
    - Roleff von Monnich (um 1450 –1507); ⚭ Agnes von Westrup.
      - Engelbert von Monnick († 1577), Stifter, Epitaph St. Johann Osnabrück
      - Johann von Monnick († 1563), Stifter, Epitaph St. Johann Osnabrück
      - Dietrich von Monnick[7]
      - Roleff von Monnich, bis 1550 Richter in Haselünne; ⚭ 1532 Elisabeth Brawe zu Harme 
        - Ilse von Monnich zu Eickhoff; ⚭ Claus von Snetlage auf Lonne († 1596)
        - Cord von Monnick (1550–1569)
        - Caspar von Monnich (* ca. 1535; † 24. September 1597), Kanoniker[8], Epitaph St. Johann Osnabrück; ⚭ Gertrud von Dincklage
          - Rudolf Lubbert von Mönnich zu Eickhof († 1683[3] oder 1688), Familie erloschen; ⚭ Anna Gertrud von Grothaus zu Mesenburg[9]
            - Anna Elisabeth von Monnich; ⚭ um 1600 Henrich Anton von Westerholt von der Wersche[9]
            - Catharine Gertrud von Mönnich († nach 1682); ⚭ Ulrich Johann Albrecht von Jemgum zu Querlenburg († vor 1680)[10]
              - Magdalene Catharina von Jemgum († nach 1704); ⚭ Jobst Balthasar von Hastfehr (ca. 1645–1721)[11][3]

          - (wohl illegitim) Friedrich Mönnich; ⚭ um 1613 Gertrud von Morrien

        - Rudolf von Mönnich (1533 –1611), Herr auf Harme bei Bakum 1577 bis 1608; ⚭ (I) 1568 Elisabeth von Langen († v. 1589, Linie Westkreyenborg-Haselünne, Enkelin des Nicolaus v. Langen (1457 – um 1546) zu Westkreyenborg); ⚭ (II) 1605 Walburg von Sütholte (Witwe des Caspar Schlegel, † 1597, Herr zu Sudholt-Raden)
          - Cathararine von Mönnich (1577–1642); ⚭ (I) 1598 Rötger von Dorgelo (* 1575; † v. 1613); ⚭ (II) 19. Oktober 1627 Johann Grothaus († 1641), Drost von Vechta und Wildeshausen
          - Caspar von Monnich zu Eickhoff, Haren und Nienborg; ⚭ Gertrud von Wendt (Tochter des Lubbert v. W. und der Franziska Dorothea von Snetlage zu Wulften)
            - Elisabeth von Monnich (1615 Witwe); ⚭ Nikolaus von Snetlage zu Lonne[9]
            - Anna Catharina von Monnich; ⚭ Dietrich Henrich von Lunink zu Cappeln und Berstenhorst

## Wappen
Blasonierung: in Weiß pfahlweise gestellte, geschlossene rote Schafschere (Tuchmacherschere). Auf dem rot-weiß bewulsteten Helm zwei nach außen geneigte rote Schafscheren.